# Tachoires
 Tachoires  es una población y comuna francesa, ubicada en la región de Mediodía-Pirineos, departamento de Gers, en el distrito de Auch y cantón de Saramon.

## Geografía

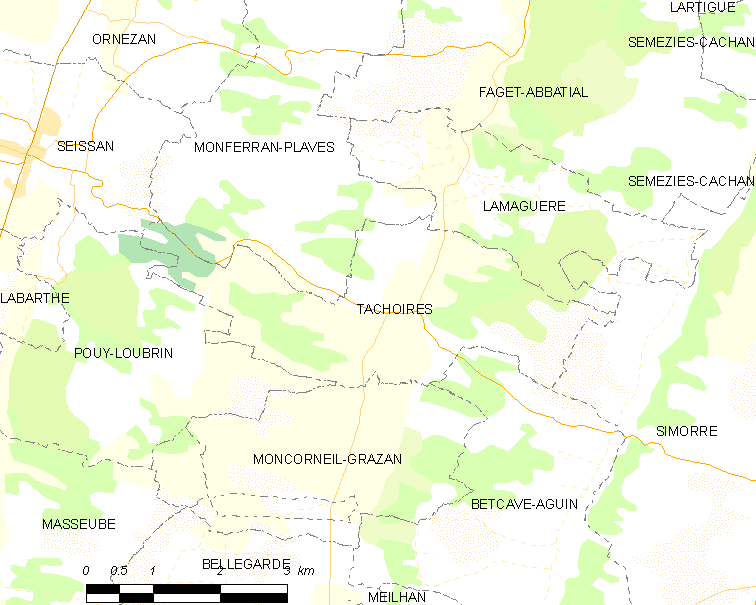

## Gobierno y política

### Alcaldes
- 2001-2014 : Michel Cazaban
- 2014- : Max Balas

## Demografía

Población 1962-2008

| 112 | 106 | 98 | 102 | 100 | 101 |
| Para los censos de 1962 a 1999 la población legal corresponde a la población sin duplicidades (Fuente: INSEE [Consultar]) |     |    |     |     |     |